# Ingólfur Arnarson
Ingolf Arnarsson (islandsk Ingólfur Arnarson) var en norsk landnamsmand fra Fjaler ved Dalsfjorden i Sunnfjorder som levede i 800-tallet og blev ifølge den islandske saga den første fastboende nordbo på Island. Sagaen beretter også om irske munke, men de drog derfra da nordboerne kom.
Nordmanden Ingolf var ikke den første fra Norden som besøgte og levede på Island. Den islandske saga hævder at den første norrøne mand som satte sine ben på Island var en nordmand fra Agder ved navn Naddoddur, men som kun blev på øen en kort tid, og da han drog tilbage til Norge kaldte han øen "Snølandet" (Snelandet).
Den islandske saga beretter, at Ingolf Arnarsson i år 874 drog fra sit hjemland sammen med sin fosterbroder Leifur på grund af stridigheder mellem dem og andre nordmænd. Ingólfur havde hørt om et land langt mod nord og besluttede at undersøge det nærmere. De kom til Islands østkyst, hvor de overvintrede. Året efter hentede de deres familier for at bosætte sig i en bugt med varme kilder, som han kaldte Reykjavíkved Reykjavík, hvor han oprettede sit høvdingedømme. Senere oprettede hans søn på samme sted Islands første ting. Det markerede begyndelsen til Landnamtiden som varede til omkring år 930, en periode hvor mange norrøne mænd og kvinder bosatte sig på Island.